# Allium azutavicum
Allium azutavicum — вид трав'янистих рослин родини амарилісові (Amaryllidaceae), ендемік Казахстану.

## Опис
Кореневище товсте, 4–6 мм завтовшки, горизонтально-повзуче. Цибулина одна, рідше дві, циліндрично-конічні, зовнішні луски буро-сірі, внутрішні білі або рожеві. Стебло пряме, тонке, циліндричне, у верхній частині з слабо вираженими ребрами, 25–35 см заввишки і 2–3 мм завтовшки. Листків 4–5, вузько-лінійні, плоскі, тонко-борознисті, на краях дрібно шорсткі, тупі, гладкі, скупчені, найбільш нижні вдвічі коротші від стебла, 2–4 мм шириною. Зонтик нещільний, напівкулястий. Зовнішні листочки оцвітини широко-еліптичні, 5–6 мм довжиною, рожеві, з добре помітною жилкою, внутрішні — трохи довші від зовнішніх, незабарвлені. Коробочка рівні оцвітині.

## Поширення
Ендемік Казахстану.
Населяє гори південного, західного Алтая, Калбинського нагір'я. 